# HMS Invincible (1907)
HMS Invincible byl bitevní křižník Royal Navy, který operoval v první světové válce. Nejvíc proslul svou účastí v bitvě u Jutska, kde byl vlajkovou lodí 3. eskadry bitevních křižníků, vedené kontradmirálem Horacem Hoodem. Vyletěl do povětří po zásahu muničních skladišť od německého bitevního křižníku SMS Lützow. S výjimkou šesti lidí zahynula celá jeho posádka, včetně kontradmirála Hooda.
Před bitvou u Jutska se účastnil první bitvy u Helgolandu, kde tvořil společně s HMS New Zealand svaz „K“ kontradmirála Moorea. Dále bitvy u Falklandských ostrovů, kde se podílel na potopení německých pancéřových křižníků SMS Scharnhorst a SMS Gneisenau. Sám však v této bitvě dostal 22 zásahů.